# 王耀祖
王耀祖（?—?），清朝康熙年间反清领袖，云南土酋。

## 生平
王耀祖远征水西（今贵州黔西），康熙四年（1665年）四月，他占据了新兴（今云南玉溪），改元大庆。四月七日，被平西王吴三桂镇压並擒獲，送往北京。

## 年号
王耀祖的年号大慶（1665年四月），前后共1个月。

## 參看
- 年號大庆